# Colegio de los Sagrados Corazones de Providencia
El Colegio de los Sagrados Corazones de Providencia, también conocido como «de las Monjas Francesas», fue fundado por la Congregación de los Sagrados Corazones el 8 de septiembre de 1841, cuando abrió sus puertas a las primeras 19 alumnas internas. Se encontraba ubicado en Santa Rosa, en Santiago. Hoy la sede se encuentra en la comuna de Providencia.

## Historia

### La Congregación en Chile - colegio de Valparaíso
Durante la primera mitad del siglo XIX diversas congregaciones de misioneras francesas llegaron a Chile a través del puerto de Valparaíso, con la finalidad de educar y formar a la población local, principalmente señoritas.
El 3 de noviembre de 1837, las religiosas de los Sagrados Corazones abrieron una primera escuela gratuita en la ciudad-puerto; una semana después ya tenía 145 alumnas, las que pronto aumentaron a 400.
El 8 de diciembre siguiente se fundó el colegio de los Sagrados Corazones de Valparaíso y se recibieron las primeras cuatro internas. Al año siguiente se creó el externado.

### Fundación del colegio en Santiago
En 1839, monseñor Eyzaguirre solicitó a la madre Cleonisse Cornnier la creación de establecimiento en la capital chilena para el que ponía a su disposición un terreno ubicado en la calle Santa Rosa, al sur de Santiago. En mayo de 1840, llegaron a Valparaíso 28 religiosas destinadas para la obra emprendida en Chile.
El 15 de agosto de 1841, se abrió la escuela gratuita con la inscripción de doce niñitas. El 8 de septiembre siguiente, se fundó el Colegio de los Sagrados Corazones en la calle Santa Rosa, donde quedaron inscritas las 19 primeras internas, colegio que la gente llamaba coloquialmente «Las Monjas Francesas». Esta obra contó con el apoyo y cooperación del presidente Manuel Bulnes, que donó la suma de 30 mil francos para la escuela gratuita. La madre Cleonisse dirigió personalmente la construcción del Colegio de Santa Rosa que muchas veces se refaccionó y agrandó para contener a numerosas alumnas que venían de todas partes del país.

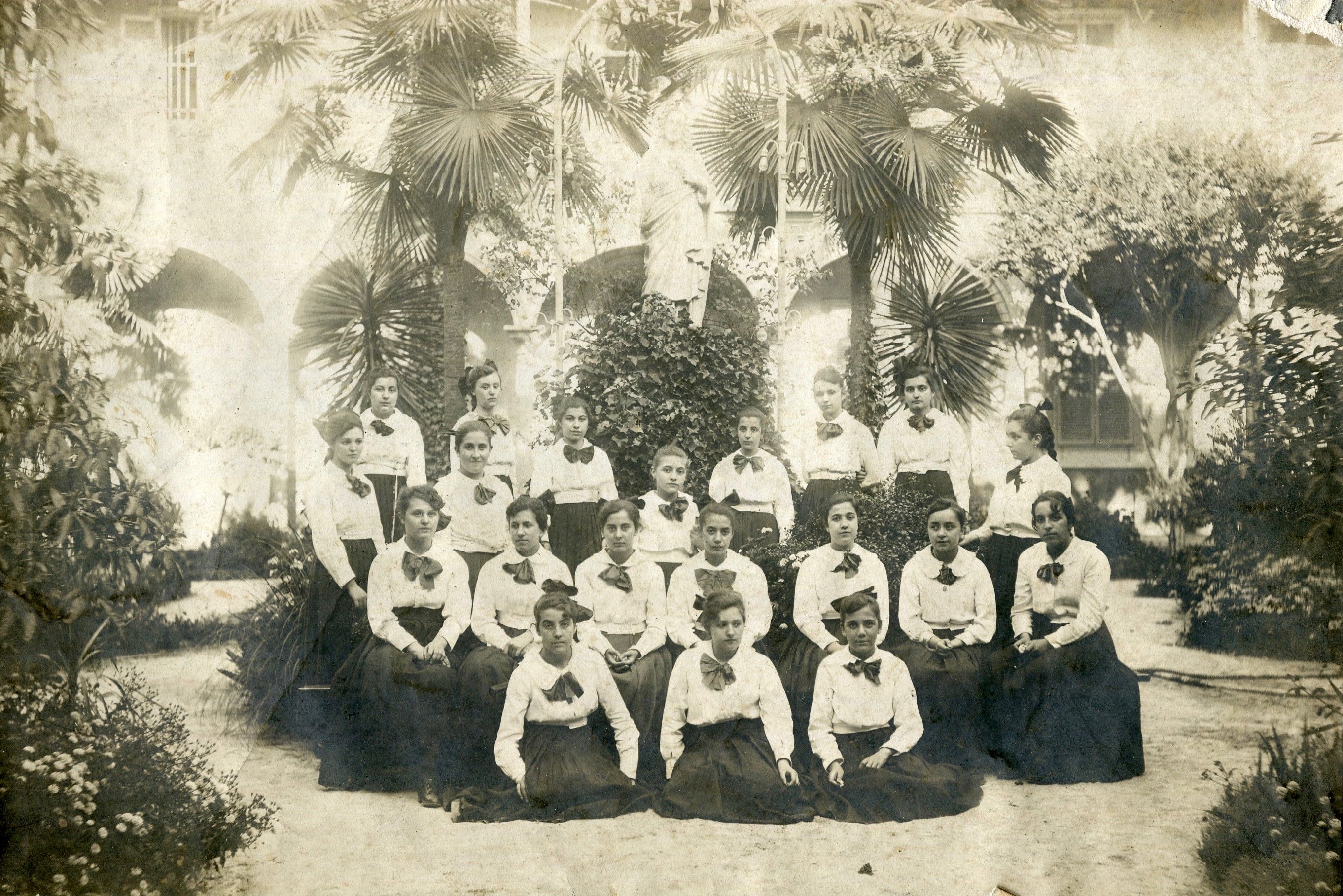
Foto de curso de 1917, cuando el colegio de Santiago estaba ubicado en el actual Campus Oriente de la Universidad Católica de Chile.

En 1926 el colegio se trasladó a la calle Diagonal Oriente, en la entonces comuna de Ñuñoa, hoy Providencia. El edificio fue diseñado por los arquitectos Lyon & Azócar en estilo Tudor. En la década de 1970, el edificio fue adquirido por la Universidad Católica que instaló ahí el Campus Oriente.El colegio se trasladó al terreno conjunto, con entrada por calle Chile-España, hasta donde permanece al día de hoy.

## Actualidad
En los años 2000, y debido a una baja en sus matrículas, el colegio de Providencia abrió sus puertas a alumnos hombres, terminando con su historia de colegio sólo para niñas. 

## Exalumnas destacadas
- Pilar Armanet, política
- Julita Astaburuaga, socialité
- Carmen Barros, actriz
- María Paz Grandjean, actriz
- María Eugenia Larraín (hasta 8vo básico), modelo y animadora de televisión
- Carolina Leitao, política
- Ester Matte Alessandri, escritora
- María Oliva Monckeberg, periodista
- María Eugenia Rencoret, directora de televisión
- Giovanna Roa, política
- Montserrat Prats, actriz
- Elisa Serrana, escritora
- Marcela Vacarezza, animadora de televisión